# Wotische Sprache

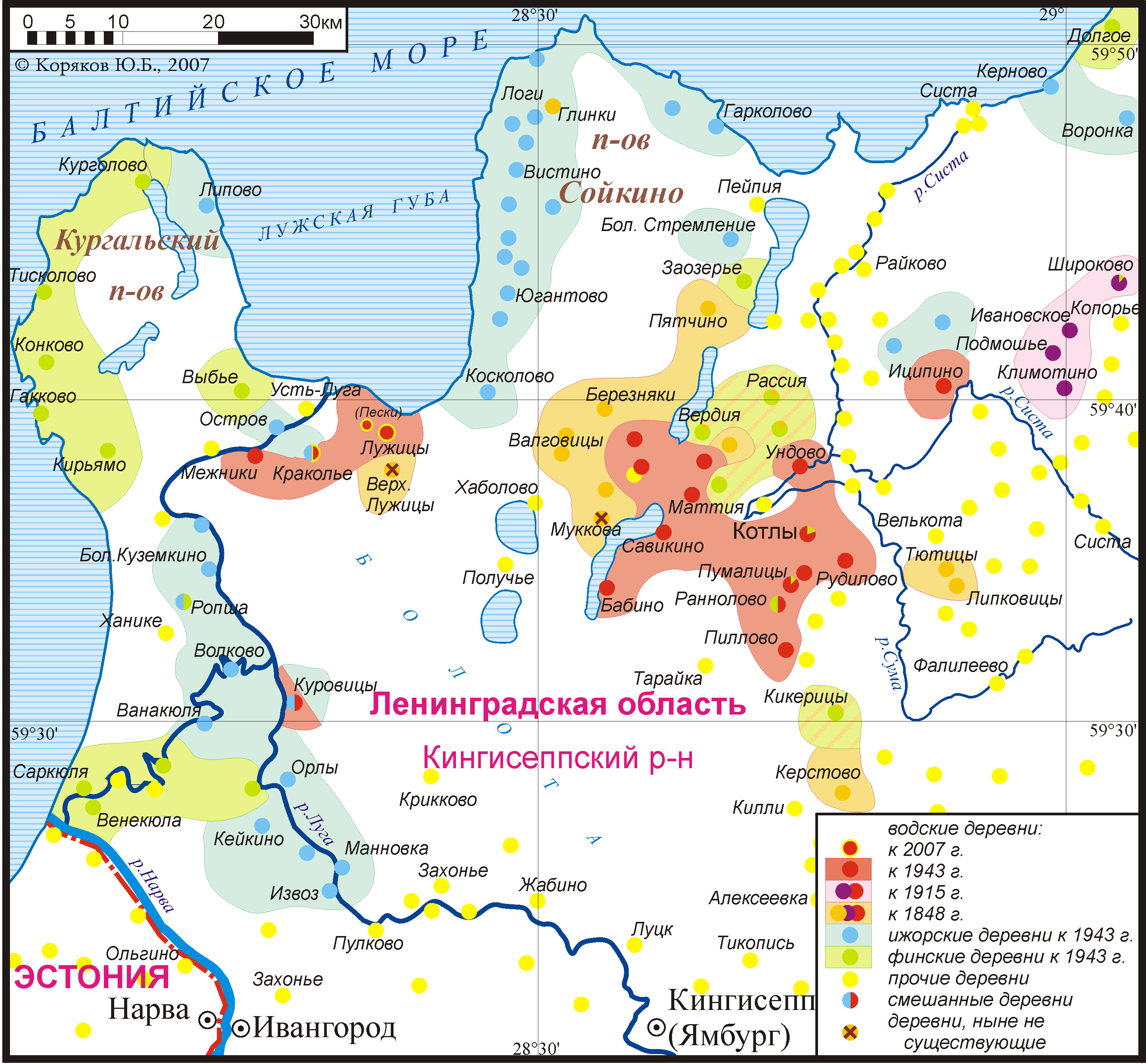
Dörfer mit wotischsprachiger Bevölkerung 1943 (rot), 1915 (rot & violett) und 1848 (rot, violett & dunkelgelb) neben ischorischen (ingrischen) Dörfern 1943 (blau) und finnischen Dörfern 1943 (grün) in der Oblast Leningrad, Kingiseppski Rajon. Karte des Linguarium-Projektes der Lomonossow-Universität (russisch).

Die wotische Sprache ist eine vom Aussterben bedrohte Sprache der finno-ugrischen Sprachfamilie.
Die Woten, die ursprünglichen Sprecher dieser Sprache, sind die zweite Bevölkerungsgruppe in Ingermanland im heutigen Russland neben den Ingriern. Laut den Angaben von H. Heinsoo aus dem Jahre 1989, von dem die letzten Daten über diese Sprache stammen, gaben 112 Menschen bei der Volkszählung in Russland an, diese Sprache zu sprechen. Die Eigenbezeichnung ist vad’d’alain, deren Bedeutung und Ursprung unbekannt ist.
Man kennt vier Hauptdialekte dieser Sprache, die aber zum Großteil schon ausgestorben sind:
- Westwotisch
- Kukkusi-Wotisch (ausgestorben)
- Ostwotisch (ausgestorben in den 1960er Jahren)
- Krewinisch in Südlettland (ausgestorben im 19. Jahrhundert)

Es existiert keine Schriftsprache.
Sprachlich ist Wotisch am nächsten mit dem Estnischen verwandt. Wotisch gehört zur südlichen Gruppe der ostseefinnischen Sprachen innerhalb der finno-ugrischen Sprachen und weist deren typische Merkmale auf.
Wotisch verfügt über vierzehn Kasus und als Besonderheit innerhalb der finno-ugrischen Sprachen sechs Tempora, darunter das für finno-ugrische Sprachen völlig untypische Futur.
In der Phonetik des Wotischen fällt auf, dass es zwar sehr reich an Diphthongen ist, aber ein vergleichsweise schwach ausgebildetes Konsonantensystem aufweist, insbesondere der Mangel an stimmhaften Frikativen. Demgegenüber fällt die Häufigkeit von š und tš auf, die das Ergebnis einer wotischen Lautverschiebung ist. Dabei wurde beispielsweise ostseefinnisches k vor e, ä und i zu tš, vgl. finnisch kenkä, mäki, kieli, wotisch tšentšä, mätši, tšeeli.
Während andere finno-ugrische Sprachen wie beispielsweise das Wepsische den Stufenwechsel nahezu aufgegeben haben, hat sich dieser im Wotischen nicht nur erhalten, sondern auch noch weiterentwickelt.
Der Wortschatz des Wotischen weist starke Einflüsse aus dem Russischen auf.

## Phonologie

### Vokale und Diphthonge
Das Wotische verfügt über 10 Vokale (angegeben in UPA-Lautschrift). Der geschlossene Zentralvokal i̮ kommt nur in russischen Lehnwörtern vor.
|             | vorne    | vorne | zentral | hinten |
| ungerundet  | gerundet |       |         |        |
| ----------- | -------- | ----- | ------- | ------ |
| geschlossen | i        | ü     | i̮       | u      |
| halboffen   | e        | ö     | e̮       | o      |
| offen       | ä        |       |         | a      |

Wotisch weist viele Diphthonge, aber keine Triphthonge auf.

#### Luuditsa-Wotisch
Der Luuditsa-Dialekt des Wotischen unterscheidet hingegen zwischen 12 Vokalen (angegeben in UPA-Lautschrift). Durch Einflüsse des angrenzenden Ischorischen kam es in den Sprechern der letzten Generation zu einer Verschiebung des ɨ, nur aufkommend in russischen Lehnwörtern, zu i.
|                 | vorne    | vorne      | hinten   | hinten |
| ungerundet      | gerundet | ungerundet | gerundet |        |
| --------------- | -------- | ---------- | -------- | ------ |
| geschlossen     | i        | ü          | (ɨ)      | u      |
| halbgeschlossen | e        | ö          | õ        | o      |
| halboffen       | ə        |            | ə̂        |        |
| offen           | ä        |            | a        |        |

Der Luuditsa-Dialekt unterscheidet nicht zwischen Diphthongen und Vokalpaaren, welche von einer Silbengrenze separiert werden.

## Verben

### Finite Verben
| Polarität       | Affirmativ | Affirmativ | Affirmativ  | Affirmativ  | Affirmativ | Affirmativ | Negativ   | Negativ   | Negativ     | Negativ     | Negativ   | Negativ   |
| Tempus↓ Modus → | Indikativ  | Indikativ  | Konditional | Konditional | Imperativ  | Imperativ  | Indikativ | Indikativ | Konditional | Konditional | Imperativ | Imperativ |
| --------------- | ---------- | ---------- | ----------- | ----------- | ---------- | ---------- | --------- | --------- | ----------- | ----------- | --------- | --------- |
| Präsens         | 1SG        | 1PL        | 1SG         | 1PL         |            |            | 1SG       | 1PL       | 1SG         | 1PL         |           |           |
| Präsens         | 2SG        | 2PL        | 2SG         | 2PL         | 2SG        | 2PL        | 2SG       | 2PL       | 2SG         | 2PL         | 2SG       | 2PL       |
| Präsens         | 3SG        | 3PL        | 3SG         | 3PL         | 3SG        | 3PL        | 3SG       | 3PL       | 3SG         | 3PL         | 3SG       |           |
| Imperfekt       | 1SG        | 1PL        |             |             |            |            | 1SG       | 1PL       |             |             |           |           |
| Imperfekt       | 2SG        | 2PL        | 2SG         | 2PL         |            |            |           |           |             |             |           |           |
| Imperfekt       | 3SG        | 3PL        | 3SG         | 3PL         |            |            |           |           |             |             |           |           |
| Perfekt         | 1SG        | 1PL        | 1SG         | 1PL         |            |            | 1SG       | 1PL       | 1SG         | 1PL         |           |           |
| Perfekt         | 2SG        | 2PL        | 2SG         | 2PL         | 2SG        | 2PL        | 2SG       | 2PL       |             |             |           |           |
| Perfekt         | 3SG        | 3PL        | 3SG         | 3PL         | 3SG        | 3PL        | 3SG       | 3PL       |             |             |           |           |
| Plusquamperfekt | 1SG        | 1PL        |             |             |            |            |           |           |             |             |           |           |
| Plusquamperfekt | 2SG        | 2PL        |             |             |            |            |           |           |             |             |           |           |
| Plusquamperfekt |            |            |             |             |            |            |           |           |             |             |           |           |

Die Konjugation wotischer finiter Verben basiert auf Tempus, Modus, Person, Numerus und Polarität.

### Nicht-finite Verben
Infinite Verben haben keine Polarität im Wotischen. Die infiniten Formen sind Infinitiv und Supinum (in Infinitivkonstruktionen) und aktive und passive Formen des Partizip Perfekts. Der Gebrauch nicht-finiter Klauseln im Partizip ist sehr begrenzt, stattdessen werden häufiger finite Relativsätze verwendet. Es gibt keine negativen Formen für nicht-finite Verben.
Die Markierungen des ersten Infinitivs und des aktiven Partizips werden mit dem stammfinalen Konsonanten assimiliert.
| Form                                         | Morphem(e)                                              | Beispiel            |
| -------------------------------------------- | ------------------------------------------------------- | ------------------- |
| Erster Infinitiv / „TA Infinitiv“            | -a/-ä, -ā/-ǟ, -vvə̑/-vvə, jjə und -ta/-tä (oder -tə̑/-tə) | tahto-a („wollen“)  |
| Zweiter Infinitiv / Supinum / „MA Infinitiv“ | -mā(sē̮)/-mǟ(sē) (oder -ma/-mä)                          | tahto-ma („wollen“) |
| Partizip Perfekt aktiv                       | -(n)nu/-(n)nü                                           | vii-nü („tragen“)   |
| Partizip Perfekt passiv                      | -(t)tu/-(t)tü                                           | tuл-tu („kommen“)   |

#### Der erste Infinitiv
Im Westwotischen wird der erste Infinitiv mit -a/-ä, -ā/-ǟ, -vvə̑/-vvə, jjə und -ta/-tä (oder -tə̑/-tə) markiert, z. B.: üpätä („springen“), süvvä („essen“).
Im Ostwotischen wird der velare Stop -G zusätzlich hinzugefügt, z. B.: sȫäG („essen“).
Der erste Infinitiv drückt sowohl das gleichzeitige Geschehen einer Handlung aus als auch die Art, in der die Handlung stattfindet, z. B.: elǟzä en e̮лe̮ nähnü nī üvǟ lehmǟ („während ich gelebt habe“).
Generell stimmt die Verwendung des ersten Infinitivs mit der im Estnischen überein. Es gibt allerdings auch Fälle, in denen der erste Infinitiv im Wotischen verwendet wird und der zweite im Estnischen, z. B.: aлke̮ tšüsüä („er fing an zu fragen“).
Der erste Infinitiv kann dekliniert werden. Das Auftreten des Infinitivs im Inessiv ist sehr üblich, z. B.: nagrāza („während des Lachens“). Vor der Inessiv-Markierung wird bei Ein-Stamm Verben der Stammvokal verlängert oder -a/-ä wird zu -e-/-e̮- verändert in Zwei-Stamm Verben.

#### Der zweite Infinitiv
Im Westwotischen wird der zweite Infinitiv/Supinum mit -mā(sē̮)/-mǟ(sē) (oder -ma/-mä) markiert. Das Suffix wird an den Vokalstamm des Verbs angehängt, z. B.: vāttamā („schauen“).
Typischerweise ist der zweite Infinitiv eigentlich der Illativ, z. B.: meni kaлā pǖtämǟ („Er ging Fische fangen.“).
Der zweite Infinitiv wird aber auch zusammen mit dem Inessiv, Elativ und Abessiv verwendet.
Beispiele:
- Inessiv: isä on sȫmäzä („Vater ist am Essen.“)
- Elativ: tulin tšüntämässä („Ich kam vom Pflügen.“)
- Abessiv: ope̮n on sȫmättä („Das Pferd ist ohne Essen.“)

Zusätzlich wird der zweite Infinitiv auch für den Partitivus cum Infinitivo verwendet. Der Gebrauch dieser Konstruktion ähnelt der Verwendung im dialektalen Estnisch.
Beispiele:
as eb‿näü tšävelemǟ („Es scheint nicht so, als ob er gehen würde.“)
jue̮лti tuлe̮mā tuhkapǟn („Es wurde gesagt, er würde am Montag kommen.“)

## Negation

### Das negative Auxiliarverb
Das negative Auxiliarverb kongruiert mit dem Subjekt im Bezug auf Numerus und Person, während das Hauptverb Tempus ausdrückt. Das negative Auxiliar wird als Kopf der negativen Phrase (NegP) über der „Tempus-Phrase“ (TP) generiert. Das Hauptverb kann nicht nach T0 bewegen und die V-Features checken, aber das negative Hilfsverb blockiert die Bewegung des Hauptverbs nach Agr0 und dadurch gibt es keine Kongruenz zwischen dem Hauptverb und dem Subjekt. Anstelle vom Hauptverb bewegt sich das negative Auxiliar nach Agr0.
Die Kategorie Modus ist beim negativen Auxiliar reduziert, da es nur Imperativ und Indikativ gibt.
Das negative Auxiliar hat 6 indikative Formen und 3 imperative Formen.
| Person | Singular | Plural |
| ------ | -------- | ------ |
| 1      | en       | emmə   |
| 2      | eᴅ       | ettə   |
| 3      | eʙ       | evɑ̈ᴅ   |

Es gibt eine negative Partikel eʙ, welche die lexikalisierte Form des negativen Auxiliars ist.
| Person | Singular | Plural |
| ------ | -------- | ------ |
| 2      | elɑ̈      | elka   |
| 3      | elko     | -      |

### Verwendung von Negation
Alle negativen Verbformen werden analytisch gebildet mit einer persönlichen Form des negativen Auxiliarverbs und einer bestimmten Form des lexikalischen Verbs.
| Modus und Tempus    | 1SG                         | 3PL                            |
| ------------------- | --------------------------- | ------------------------------ |
| Präsens Indikativ   | en + Indikativ Konnegativ   | evɑ̈ᴅ + Indikativ Konnegativ    |
| Indikativ Imperfekt | en + Aktiv Partizip         | evɑ̈ᴅ + Passiv Partizip         |
| Indikativ Perfekt   | en ē̮ + Aktiv Partizip       | evɑ̈ᴅ ē̮ + Passiv Partizip       |
| Konditional Präsens | en + Konditional Konnegativ | evɑ̈ᴅ + 3PL Konditional Präsens |
| Konditional Perfekt | en e̮lliz' + Aktiv Partizip  | evɑ̈ᴅ e̮лtajz' + Passiv Partizip |

Alle Formen außer dem 1SG und 3PL unterscheiden sich von der Bildung der 1SG-Form nur durch die Anpassung des negativen Auxiliars.
Im Präsens Indikativ und im Konditional Präsens werden Person und Numerus am negativen Auxiliar ausgedrückt und Tempus und Modus am Hauptverb.
Im negativen Präsens Indikativ wird der Stamm des Hauptverbs verwendet im Konnegativ.
Im negativen Konditional Präsens wird das Hauptverb im konditionalen Konnegativ (3SG Konditional Präsens) verwendet mit der Ausnahme von der dritten Person Plural, für welche die Form der 3PL Konditional Präsens verwendet wird.
Beispiele:
| siä                                                             | ku   | tɑ̈tɑ̈    | suva-jajsizi-ᴅ  | e-ᴅ     | jɑ̈ttɑ̈.jz'.         |
| 2SG                                                             | wenn | 3SG.PAR | lieben-COND-2SG | NEG-2SG | verlassen-CNG.COND |
| ,Wenn du ihn lieben würdest, hättest du (ihn) nicht verlassen.‘ |      |         |                 |         |                    |

| hǖ                                                                | ku   | minnua  | suva-ttajz'     | e-vɑ̈ᴅ   | jɑ̈te-ttɑ̈jz'.       |
| 3PL                                                               | wenn | 1SG.PAR | lieben-COND.3PL | NEG-3PL | verlassen-COND.3PL |
| ,Wenn sie mich lieben würden, hätten sie (mich) nicht verlassen.‘ |      |         |                 |         |                    |

Im negativen Indikativ Imperfekt, dem negativen Indikativ Perfekt und dem negativen Konditional Perfekt wird das Partizip des Hauptverbs verwendet. Für 3PL wird die passive Form des Partizips verwendet und für alle anderen Formen wird die aktive Form des Partizips benutzt.
Zur Bildung des Perfekts wird zusätzlich zum Partizip und dem negativen Auxiliarverb auch noch die negative Form des Auxiliars e̮ллɑ („sein“) benötigt. Tempus wird auch am Auxiliar e̮ллɑ („sein“) ausgedrückt.
Der Imperativ hat 4 Formen in affirmativen und 3 in negativen Klauseln. Die Bedeutung der fehlenden Form wird stattdessen durch eine analytische Konstruktion mit dem Partikel лɑ („lassen“) ausgedrückt. Die negativen Formen werden im Imperativ mit der entsprechenden imperativen Form des negativen Auxiliars und der imperativen Form des Hauptverbs mit gleicher Person und Numerus gebildet.
| Modus und Tempus   | SG                   | PL                   |
| ------------------ | -------------------- | -------------------- |
| 2 Person Imperativ | elɑ̈ + 2SG Imperativ  | elka + 2PL Imperativ |
| 3 Person Imperativ | elko + 3SG Imperativ | -                    |

#### Kasus
Die typische finnische Opposition zwischen totalen und partiellen Objekten, in der totale Objekte mit Genitiv, Nominativ und Akkusativ markiert sind und partielle Objekte mit Partitiv markiert sind, ist neutralisiert in negativen Sätzen, da das Objekt in diesen immer mit Partitiv markiert ist.

#### Negation in nicht-verbalen Klauseln
In Inklusions-, Attributions- und lokativen Prädikationsklauseln ist die negative Form des Verbs e̮ллɑ („sein“) der einzige Unterschied zwischen der negativen und affirmativen Form.
- Inklusion[18]:

| mǖ                  | ē̮-mmə        | re̮bɑke̮-ᴅ.      |
| 1PL                 | sein.PRS-1PL | Fischer-PL.NOM |
| ,Wir sind Fischer.‘ |              |                |

| mǖ                        | e-mmə   | ē̮        | re̮bɑke̮-ᴅ.      |
| 1PL                       | NEG-1PL | sein.CNG | Fischer-PL.NOM |
| ,Wir sind keine Fischer.‘ |         |          |                |

- Attribution[18]:

| kɑne                        | tütö-ᴅ         | e̮л-лɑ        | лusti-ᴅ.     |
| Diese                       | Mädchen-PL.NOM | sein-PRS.3PL | schön-PL.NOM |
| ,Diese Mädchen sind schön.‘ |                |              |              |

| kɑne                              | tütö-ᴅ         | e-väᴅ   | ē̮        | лusti-ᴅ.     |
| Diese                             | Mädchen-PL.NOM | NEG-3PL | sein.CNG | schön-PL.NOM |
| ,Diese Mädchen sind nicht schön.‘ |                |         |          |              |

- Lokativ[19]:

| sǖmin                          | on           | лɑvve̮-ллə.  |
| Essen                          | sein.PRS.3SG | Tisch-ADALL |
| ,Das Essen ist auf dem Tisch.‘ |              |             |

| sǖmin                                | e-ʙ     | ē̮        | лɑvve̮-ллə.  |
| Essen                                | NEG-3SG | sein.CNG | Tisch-ADALL |
| ,Das Essen ist nicht auf dem Tisch.‘ |         |          |             |

In existentiellen und possessiven Prädikationsklauseln wird das existentielle oder possessive Objekt unterschiedlich markiert in negativen und affirmativen Konstruktionen. Die Objekte werden mit Nominativ in der affirmativen Form markiert und mit Partitiv in der negativen Form.
- Existentielle Prädikation[19]:

| mettse-z                     | on           | kɑru.    |
| Wald-INE                     | sein.PRS.3SG | Bär[NOM] |
| ,Im Wald gibt es einen Bär.‘ |              |          |

| mettse-z                            | e-ʙ     | ē̮        | kɑrru-ɑ. |
| Wald-INE                            | NEG-3SG | sein.CNG | Bär-PAR  |
| ,Im Wald gibt es keine(n) Bär(en).‘ |         |          |          |

- Possessive Prädikation[20]:

| mi-ллə                    | on           | ūs       | leh'm'ə. |
| 1SG-ADALL                 | sein.PRS.3SG | neu[NOM] | Kuh[NOM] |
| ,Ich habe eine neue Kuh.‘ |              |          |          |

| mi-ллə                     | e-ʙ     | ē̮        | ūttə    | leh'mɑ̈. |
| 1SG-ADALL                  | NEG-3SG | sein.CNG | neu.PAR | Kuh.PAR |
| ,Ich habe keine neue Kuh.‘ |         |          |         |         |

#### Nebensätze
In wotischen Nebensätzen wird die Standard-Negationsstrategie verwendet. In finiten Nebensätzen sind negative Formen gleich wie in Hauptsätzen.

#### Negative Antworten
Es ist im Wotischen üblich, eine Verbform zu verwenden für eine negative Antwort, jedoch nicht spezielle negative Adverbien oder Ausrufe. Antworten ohne das Hauptverb sind möglich, allerdings steht dann meistens ein negatives Auxiliar vor der ganzen negativen Phrase. Antworten ohne das Hauptverb kommen vor, wenn das negative Auxiliar vor einem negativen Pronomen oder Adverb steht. In dem Fall kongruiert das Auxiliar entweder mit dem ausgelassenen Prädikat oder es hat die 3SG Form eʙ und wird als negative Partikel angesehen.
Beispiele:
| tɑho-ᴅ                   | tšɑ̄ju-ɑ? |
| wollen.PRS-2SG           | Tee-PAR  |
| ,Möchten Sie etwas Tee?‘ |          |

| e-n                                | tɑho.      |
| NEG-1SG                            | wollen.CNG |
| ,Nein.‘ (lit. „Ich möchte keinen“) |            |

| kuzɑ           | siɑ̈ | e̮li-ᴅ?        |
| wo             | 2SG | sein.IMPF-2SG |
| ,Wo warst du?‘ |     |               |

| e-n           | kuzzɑ. |
| NEG-1SG       | wo.NEG |
| ‘,Nirgendwo.‘ |        |

#### Interrogativadverbien und -pronomen
Interrogativpronomen:
- Mikɑ̈ („Was“)
- millɑ̈jn/miltɑ̈jn („Welche/s/r“)
- tšen („Wer“)

Interrogativadverbien:
- ke̮ns („Wann“)
- kuza („Wo“)
- kuhe̮ („Wohin“)
- kussə („Von wo“)

Interrogativadverbien und -Pronomen haben im Wotischen spezielle negative Formen, welche nur in negativen Sätzen in Verbindung mit dem negativen Hilfsverb auftreten und manchmal zusätzlich mit dem Hauptverb. Diese Interrogativadverbien und -pronomen haben keine feste Stelle im Satz, an der sie auftreten müssen, sie können sogar manchmal zwischen dem negativen Hilfsverb und dem Hauptverb auftreten.
Im Luuditsa-Dialekt (welcher wahrscheinlich unter Einfluss der ischorischen Sprache entstanden ist) des Wotischen können die negativen Formen der Interrogativadverbien und -Pronomen auf drei verschiedene Arten gebildet werden:
1. Gemination von Konsonanten im Stamm
2. Die Addition oder Ersetzung des wortfinalen Vokals (mit) ɑ/ɑ̈
3. Beibehaltung der gleichen Form für beide Polaritäten

| Kasus und Markierung | Positive Form | Beide Polaritäten | Negative Form        |
| -------------------- | ------------- | ----------------- | -------------------- |
| NOM (Ø)              | tšen          |                   | tšenni               |
| GEN (Ø)              | tšene         |                   | tšene / tšenne       |
| PAR (-tə/-ɑ/-ɑ̈)      | tšenɑ̈         |                   | tšettɑ̈               |
| ILL (Ø)              |               | tšenne            |                      |
| INESS (-z)           |               | tšenez            |                      |
| ELA (-ssə)           |               | tšenessə          |                      |
| ADALL (ллə/-llə)     | tšellə        |                   | tšellɑ̈               |
| ABL (лtə/ltə)        | tšeltə        |                   | tšeltɑ̈               |
| TRA (-ssi)           |               | tšenessi          |                      |
| COM (-ka)            | tšene-kɑ      |                   | tšene-kɑ / tšenne-kɑ |

Die negativen Formen werden nicht anhand des „Stamm + Suffix“-Prinzips gebildet. Die Gemination dient als unabhängige morphologische Operation und nicht als morphophonologischer Prozess, der mit dem Anhängen eines Suffixes einhergeht.

#### Abessive/karitive Negation
Um Bedeutungen wie „ohne“ oder „un-“ auszudrücken, wurde in der wotischen Sprache das karitive Suffix -tojn verwendet, welches Adjektive aus Nomen und Verben deriviert.
Beispiel: e̮nne̮tojn („unglücklich“) von e̮nni („Glück“/„Glücklichkeit“)
Dieses Suffix ist allerdings nicht mehr produktiv und kommt nur noch in einer begrenzten Anzahl von Adjektiven vor.
Die abessive Form kann nur im Zusammenhang mit dem Supinum gebildet werden. Das abessive Suffix -ttə wird an die Markierung -mɑ/-mɑ̈ des Supinums angehängt, wobei der Vokal sich beim Supinum zu e oder e̮ verändern kann durch Vokalharmonie. Es ist jedoch üblicher, den gleichen Inhalt mit der normalen Negationsstrategie wiederzugeben.
Beispiel:
| kɑse                                                     | pe̮лto | on           | tšünte-me-ttə.  |
| Dieses                                                   | Feld  | sein.PRS.3SG | pflügen-SUP-ABE |
| ,Dieses Feld ist nicht gepflügt.‘ (lit. „ohne Pflügung“) |       |              |                 |

In der gesprochenen wotischen Sprache kommen abessive Formen von Nomen nicht vor. Stattdessen wird eine Präpositionalphrase mit iлmə („ohne“) und der partitiven Form des Nomens verwendet.
Beispiel:
| nɑ̈mɑ̈ᴅ                        | tuл-ti          | iлmə | tɑ̈ttoj.      |
| 3PL                          | kommen-IMPF.3PL | ohne | Vater.PL.PAR |
| ,Sie kamen ohne ihre Väter.‘ |                 |      |              |

#### Skopus der Negation
Wenn die 3SG-Form des negativen Auxiliars eʙ als negative Partikel verwendet wird, kann diese den Skopus der Negation eingrenzen (dies kommt durch Einflüsse vom Russischen). In Infinitiv-Sätzen kann der Skopus eingegrenzt werden durch das Einfügen des Partikels eʙ vor dem Infinitiv.

#### Negative Polaritätselemente
Interrogativadverbien und -Pronomen, Adverbien wie ennɑ̈ („nicht mehr“) und Verben wie kehtɑmɑ („Lust haben etwas zu tun“) werden so gut wie nie in affirmativen Konstruktionen verwendet.

#### Negative Konjunktionen
Einfache Konjunktion:
- ni
- e(p)-ku / e(p)-ko

Doppelte Konjunktion:
- ni … ni
- e(p)-ko … e(p)-ko / e(p)-ku … e(p)-ku („weder … noch“)

Ni ist vom Russischen geliehen, die anderen beiden Formen sind original wotisch.
Diese Konjunktionen drücken nicht alleine Negation aus, sondern sie müssen von der negativen Form des Verbs begleitet werden.
Ni (einfach und doppelt) kann verwendet werden um Infinitiv-Sätze zu bilden und Sätze die aus koordinierenden Konjunktionen entstehen. Ni kann jedoch nicht verwendet werden, um zwei Hauptprädikate zu verbinden.
E(p)-ku / E(p)-ko funktionieren ähnlich, jedoch sind sie besonders, da ihr erster Teil eigentlich das negative Hilfsverb ist, welches konjugiert wird. Außerdem können einfache und doppelte Konjunktionen mit diesen Formen Hauptprädikate verbinden. In diesem Fall ist eʙ das negative Auxiliar, welches das Hauptprädikat formt, und ep-ku/ep-ko ist eine einfache Konjunktion. Als Alternative kann eʙ als erster Teil der doppelten Konjunktion interpretiert werden, bei dem die Partikel ku/ko weggelassen wurde, und die Konjunktion fungiert als das negative Auxiliar.
Wenn die Konjunktion Subjekte voneinander trennt, kongruiert das negative Auxiliar normalerweise in Numerus und Person mit der Nominalphrase, die auf das Verb folgt, und manchmal mit der Nominalphrase, die dem Verb vorangeht. Wenn die Konjunktion Objekte voneinander trennt, kongruiert das negative Auxiliar mit dem Subjekt. Wenn der Satz kein Subjekt im Nominativ enthält, dann wird die 3SG-Form des negativen Auxiliars verwendet.
Die Partikeln ko und ku können weggelassen werden vom ersten Teil einer doppelten Konjunktion ohne Verlust der Bedeutung.

## Derivationelle Morphologie
Die wotische Sprache ist reich an derivationellen Suffixen, da der grundlegende Derivationsmechanismus die Suffigierung ist. Eine weitere übliche Methode ist die Bildung von Komposita.

### Komposita
In der gesprochenen wotischen Sprache wird beim Großteil der Komposita die Verbindung der Wörter nicht strikt ausgeführt. Es gibt demnach Komposita wie rehenneüZ („Eingangshalle“), welche komplett verbunden sind, und Komposita wie einä-re̮ukko („Heuhaufen“), in denen eine mentale Trennung der Wörter stattfindet.
Komposita können aus mehr als zwei Teilen bestehen, z. B.: kuлta-sarvi-pe̮dra („goldener gehörnter Elch“).
Nicht nur das komplexe Wort, sondern auch dessen individuelle Teile können ihre Form verändern/dekliniert werden. Normalerweise wird aber nur der letzte Teil verändert.
Es findet auch oft Apokope (Abfall eines Auslauts) statt beim ersten Teil eines Kompositums, z. B.: raut-ampäD („Eisen-Zähne“) (rauta = „Eisen“)
Wörter, welche die Endung -n/-ne/-ne̮ im Nominativ haben und -zē/-zē̮ im Genitiv, haben den Konsonantenstamm in einem Kompositum.
Die Wörter, die verbunden werden, sind normalerweise im Nominativ, allerdings kann der erste Teil des Kompositums auch in einem anderen passenden Obliquus/schiefen Kasus vorkommen. So zum Beispiel in aigassaika („Jahr“), wo der erste Teil des Wortes im Elativ ist.
Wörter, die im Genitiv kombiniert werden, sind auch relativ häufig, z. B.: rehenneüZ („Eingangshalle“).
Auch wenn viele Komposita in der wotischen Sprache nicht strikt zusammengefügt werden, gibt es aber manche Wörter die eindeutig verbunden sind, z. B.: e̮unappū („Apfelbaum“; e̮una + pū).
Es gibt auch Wörter, bei denen es den Sprechern nicht mehr oder nur teilweise bewusst ist, dass sie aus mehreren Teilen bestehen, z. B.: ähüpǟ („Bereich oben auf dem Ofen“ (obere Oberfläche)) → ahjo („Ofen“) + pǟ („Kopf“, „Ende“)

### Transpositionelle Derivation
| Adjektiv | Adjektiv | Adjektiv                                               | Adjektiv                                               |
| Morphem  | Morphem  | Beispiel                                               | Beispiel                                               |
| -------- | -------- | ------------------------------------------------------ | ------------------------------------------------------ |
| -ssi     | -ssi     | kehno → kehnossi (miserable, poor → miserably, poorly) | kehno → kehnossi (miserable, poor → miserably, poorly) |
| -ttā     | -ttā     | saлamittā (secretly)                                   | saлamittā (secretly)                                   |

| Adjektiv    | Adjektiv                                    | Verb                                               | Verb                                  |
| Morphem     | Beispiel                                    | Morphem                                            | Beispiel                              |
| ----------- | ------------------------------------------- | -------------------------------------------------- | ------------------------------------- |
| -uZ/-üZ     | nōri → nōruZ (jung → Jugend)                | -me/-me̮                                            | ve̮ttā → ve̮ttimē̮ (nehmen → Schlüssel)  |
| -eлmo/-e̮лmo | ahaZ → ahe̮лmo (eng → eine enge Stelle)      | -e/-e̮ (mit „G“ am Ende des Suffix im Ostwotischen) | tiлkkua → tiлke̮ (tropfen → Eiszapfen) |
|             |                                             | -o                                                 | mahsā → mahso (bezahlen → Bezahlung)  |
| -u/-ü       | nagrā → nagru (lachen → Gelächter)          |                                                    |                                       |
| -ri         | jōmā → jōmari (trinken → Säufer)            |                                                    |                                       |
| -eлmo/-e̮лmo | katke̮mā → kadge̮лmo (abbrechen → Bruchstück) |                                                    |                                       |

| Nomen     | Nomen                           | Nomen                             | Adjektiv  | Adjektiv                                         | Adjektiv                                        |
| Morphem   | Anwendung                       | Beispiel                          | Morphem   | Anwendung                                        | Beispiel                                        |
| --------- | ------------------------------- | --------------------------------- | --------- | ------------------------------------------------ | ----------------------------------------------- |
| -tta/-ttä | für kausative Verben abzuleiten | api → avittä (Hilfe → helfen)     | -u-/-ü-   | für reflexive und intransitive Verben abzuleiten | itšävä → itšävüä (langweilig → sich langweilen) |
| -ttsā     |                                 | eлkko → eлkottsā (Blüte → blühen) | -tta/-ttä | für kausative Verben abzuleiten                  | tühjä → tühjettä (leer → entleeren)             |

| Nomen      | Nomen                                          |
| Morphem    | Beispiel                                       |
| ---------- | ---------------------------------------------- |
| -kaZ       | veri → verekaZ (Blut → blutig)                 |
| -va/vä     | vätši → vätševä (Stärke/Kraft → stark/mächtig) |
| -za        | rutto → ruttoza (Schnelligkeit → schnell)      |
| -in        | e̮лltši → e̮лtšin (Stroh → aus Stroh gemacht)    |
| -llin/llīn | armo → armollin (Gnade → gnädig)               |
| -tō        | leipä → leivätō (Brot → brotlos)               |

### Diminuitiva und Superlative

#### Diminuitiva
| Nomen                                                                   | Nomen                                                          |
| Morphem                                                                 | Beispiel                                                       |
| ----------------------------------------------------------------------- | -------------------------------------------------------------- |
| -(i)kko                                                                 | tšiutto → tšiutikko (Hemd → kleines Hemd)                      |
| -ikka                                                                   | sauna → saunikka (Badehaus → kleines Badehaus)                 |
| -kke̮in                                                                  | tšivi → tšivikke̮in (Stein → kleiner Stein)                     |
| -uD/-üD (Verwendung vor allem in Volksliedern)                          | velli → vellüD (Bruder → Bruder (dim.))                        |
| -ška/-ško (abwertende/ humorvolle Anwendung; auch aus Verben ableitbar) | kantā → kandaška (tragen → Schatz-bringender Goblin)           |
| -jain                                                                   | лaukopäivä → лaukojain (Samstag (Waschtag) → Waschfrau (dim.)) |
| -o                                                                      | pojo (Junge)                                                   |

#### Superlative
Superlative werden gebildet, wenn ein alliteratives Pseudoaffix vor einem Adjektiv steht.
Z. B.: upi-ūsi („komplett neu“); puri-puhaZ („komplett sauber“)

### Sonstige Derivationen
| Morphem | Beispiel           |
| ------- | ------------------ |
| -lēʙ    | kuilēʙ (irgendwie) |

| Morphem                   | Beispiel                                      |
| ------------------------- | --------------------------------------------- |
| -(u)Z/-(ü)Z/-Z            | se̮rmi → se̮rmuZ (Finger → Ring)                |
| -лain/-läin               | sōmē̮ → sōmaлain (Finnisch →ein Finne)         |
| -llīn                     | tšihla → tšihлollīn (Verlobung → Verlobte(r)) |
| -nikka                    | kaлa → kaлanikka (Fisch → Fischer)            |
| -ntima/-ntimä (=„Stief-“) | emä → emintimä (Mutter → Stiefmutter)         |
| -(i)kko                   | tšēli → tšēlikko (Zunge → Petze/Verräter)     |
| -ri                       | лammaZ → лampuri (Schaf →Schafhirt)           |
| -zikko                    | kahtši → kahtšizikko (Birke → Birkenwald)     |

| Morphem     | Anwendung | Beispiel                                            |
| ----------- | --- | --------------------------------------------------- |
| -e̮лe̮-/-ele- | für frequentative Verben abzuleiten, aber das Affix drückt größtenteils nicht mehr frequentative Handlungen aus | se̮лe̮n (Ich niese)                                   |
| -hta-/-htä- | für momentane Verben abzuleiten                                                                                 | örtšähtǟ (aufwachen)                                |
| -tta/-ttä   | für kausative Verben abzuleiten                                                                                 | tiлkkua → tiлkuttä (tropfen → etwas tropfen lassen) |
| -goittā     | für kausative Verben abzuleiten                                                                                 | se̮isue → se̮itagoittā (stehen → jmd./etwas stoppen)  |
| -u-/-ü-     | für reflexive und intransitive Verben anzuleiten                                                                | te̮mmata → te̮mpaun (ziehen → Ich werde gezogen)      |

| Morphem     | Beispiel                                              |
| ----------- | ----------------------------------------------------- |
| -(k)ke̮in    | ümpäri → ümmärke̮in (ringsherum → rund)                |
| -лain/-läin | e̮ma → e̮maлain (eigener/s → jemandem sein/ihr eigenes) |
| -mein/-me̮in | takume̮in (letzte(r))                                  |
| -e̮a/-iä     | pimiä (dunkel) ke̮rke̮a (hoch)                          |

## Wortstellung
Die grundlegende Wortstellung im Wotischen ist SVO, sowohl in negativen als auch in affirmativen Konstruktionen. Die Wortfolge ist jedoch relativ frei, da sie aus Gründen der Informationsstruktur verändert werden kann.
Adjektive stehen vor Nomen. Adverbien und Pronomen werden oft zwischen Teilen einer analytischen Verbkonstruktion eingefügt. In negativen Sätzen stehen Pronomen beispielsweise oft zwischen dem negativen Auxiliar und dem Hauptverb.
In polaren Fragen mit dem -ko Klitikon steht das Verb normalerweise an erster Stelle, ohne Klitikon bleibt die Wortstellung jedoch gleich wie in affirmativen Sätzen.

## Belege
1. ↑  Report for language code: vot. Ethnologue, abgerufen am 17. Oktober 2011 (englisch).
2. 1 2  Paul Ariste: A Grammar of the Votic Language. Band 68. Indiana University Publications, 1968, S. 1 f. (theswissbay.ch [PDF]).
3. ↑  Paul Ariste: A Grammar of the Votic Language. Hrsg.: Indiana University Publications. Band 68, 1968, S. 2–4.
4. 1 2 3 4  The Oxford guide to the Uralic languages (= Oxford guides to the world's languages). Oxford University Press, Oxford 2022, ISBN 978-0-19-876766-4, S. 331.
5. ↑  Matti Miestamo, Anne Tamm, Beáta Wagner-Nagy: Negation in Uralic languages. In: Negation in Uralic Languages (= Typological Studies in Language). John Benjamins Publishing Company, 2015, ISBN 978-90-272-0689-3, S. 490, doi:10.1075/tsl.108.01 (benjamins.com [abgerufen am 15. Oktober 2023]).
6. ↑  Matti Miestamo, Anne Tamm, Beáta Wagner-Nagy: Negation in Uralic languages. In: Negation in Uralic Languages (= Typological Studies in Language). John Benjamins Publishing Company, 2015, ISBN 978-90-272-0689-3, S. 489, doi:10.1075/tsl.108.01 (benjamins.com [abgerufen am 15. Oktober 2023]).
7. ↑  Matti Miestamo, Anne Tamm, Beáta Wagner-Nagy: Negation in Uralic languages. In: Negation in Uralic Languages (= Typological Studies in Language). John Benjamins Publishing Company, 2015, ISBN 978-90-272-0689-3, S. 498–499, doi:10.1075/tsl.108.01 (benjamins.com [abgerufen am 15. Oktober 2023]).
8. 1 2 3  Elena Markus, Fedor Rozhanskiy: The Oxford Guide to the Uralic Languages. Hrsg.: Marianne Bakró-Nagy, Johanna Laakso, Elena Skribnik. 1. Auflage. Oxford University PressOxford, 2022, ISBN 978-0-19-876766-4, S. 340–341, doi:10.1093/oso/9780198767664.001.0001 (oup.com [abgerufen am 20. Oktober 2023]).
9. 1 2 3 4 5 6  Paul Ariste: A Grammar of the Votic Language. Band 68. Indiana University Publications, 1968, S. 76–77 (theswissbay.ch [PDF]).
10. 1 2 3 4 5 6  Paul Ariste: A Grammar of the Votic Language. Band 68. Indiana University Publications, 1968, S. 77–78 (theswissbay.ch [PDF]).
11. 1 2  Erika Mitchell: The morpho-syntax of negation and the positions of NegP in the Finno-Ugric languages. In: Lingua. Band 116, Nr. 3, März 2006, S. 228–244, doi:10.1016/j.lingua.2004.08.005 (elsevier.com [abgerufen am 15. Oktober 2023]).
12. 1 2 3  Matti Miestamo, Anne Tamm, Beáta Wagner-Nagy: Negation in Uralic languages. In: Typological Studies in Language. Band 108. John Benjamins Publishing Company, Amsterdam 2015, ISBN 978-90-272-0689-3, S. 491, doi:10.1075/tsl.108.01 (benjamins.com [abgerufen am 15. Oktober 2023]).
13. ↑  Matti Miestamo, Anne Tamm, Beáta Wagner-Nagy: Negation in contemporary Votic. In: Negation in Uralic Languages (= Typological Studies in Language). John Benjamins Publishing Company, 2015, ISBN 978-90-272-0689-3, S. 489, doi:10.1075/tsl.108.01 (benjamins.com [abgerufen am 20. Oktober 2023]).
14. 1 2 3 4  Matti Miestamo, Anne Tamm, Beáta Wagner-Nagy: Negation in Uralic languages. In: Typological Studies in Language. Band 108. John Benjamins Publishing Company, Amsterdam 2015, ISBN 978-90-272-0689-3, S. 493, doi:10.1075/tsl.108.01 (benjamins.com [abgerufen am 15. Oktober 2023]).
15. 1 2 3 4 5 6  Matti Miestamo, Anne Tamm, Beáta Wagner-Nagy: Negation in Uralic languages. In: Typological Studies in Language. Band 108. John Benjamins Publishing Company, Amsterdam 2015, ISBN 978-90-272-0689-3, S. 492, doi:10.1075/tsl.108.01 (benjamins.com [abgerufen am 15. Oktober 2023]).
16. 1 2  Matti Miestamo, Anne Tamm, Beáta Wagner-Nagy: Negation in Uralic languages. In: Typological Studies in Language. Band 108. John Benjamins Publishing Company, Amsterdam 2015, ISBN 978-90-272-0689-3, S. 494, doi:10.1075/tsl.108.01 (benjamins.com [abgerufen am 15. Oktober 2023]).
17. ↑  Matti Miestamo, Anne Tamm, Beáta Wagner-Nagy: Negation in Uralic languages. In: Typological Studies in Language. Band 108. John Benjamins Publishing Company, Amsterdam 2015, ISBN 978-90-272-0689-3, S. 507, doi:10.1075/tsl.108.01 (benjamins.com [abgerufen am 16. Oktober 2023]).
18. 1 2 3  Matti Miestamo, Anne Tamm, Beáta Wagner-Nagy: Negation in Uralic languages. In: Typological Studies in Language. Band 108. John Benjamins Publishing Company, Amsterdam 2015, ISBN 978-90-272-0689-3, S. 496, doi:10.1075/tsl.108.01 (benjamins.com [abgerufen am 16. Oktober 2023]).
19. 1 2 3  Matti Miestamo, Anne Tamm, Beáta Wagner-Nagy: Negation in Uralic languages. In: Typological Studies in Language. Band 108. John Benjamins Publishing Company, Amsterdam 2015, ISBN 978-90-272-0689-3, S. 497, doi:10.1075/tsl.108.01 (benjamins.com [abgerufen am 16. Oktober 2023]).
20. 1 2  Matti Miestamo, Anne Tamm, Beáta Wagner-Nagy: Negation in Uralic languages. In: Typological Studies in Language. Band 108. John Benjamins Publishing Company, Amsterdam 2015, ISBN 978-90-272-0689-3, S. 498, doi:10.1075/tsl.108.01 (benjamins.com [abgerufen am 16. Oktober 2023]).
21. 1 2 3  Matti Miestamo, Anne Tamm, Beáta Wagner-Nagy: Negation in Uralic languages. In: Typological Studies in Language. Band 108. John Benjamins Publishing Company, Amsterdam 2015, ISBN 978-90-272-0689-3, S. 500, doi:10.1075/tsl.108.01 (benjamins.com [abgerufen am 16. Oktober 2023]).
22. 1 2 3  Matti Miestamo, Anne Tamm, Beáta Wagner-Nagy: Negation in Uralic languages. In: Typological Studies in Language. Band 108. John Benjamins Publishing Company, Amsterdam 2015, ISBN 978-90-272-0689-3, S. 501, doi:10.1075/tsl.108.01 (benjamins.com [abgerufen am 16. Oktober 2023]).
23. 1 2  Matti Miestamo, Anne Tamm, Beáta Wagner-Nagy: Negation in Uralic languages. In: Typological Studies in Language. Band 108. John Benjamins Publishing Company, Amsterdam 2015, ISBN 978-90-272-0689-3, S. 502, doi:10.1075/tsl.108.01 (benjamins.com [abgerufen am 16. Oktober 2023]).
24. 1 2  Matti Miestamo, Anne Tamm, Beáta Wagner-Nagy: Negation in Uralic languages. In: Typological Studies in Language. Band 108. John Benjamins Publishing Company, Amsterdam 2015, ISBN 978-90-272-0689-3, S. 505, doi:10.1075/tsl.108.01 (benjamins.com [abgerufen am 16. Oktober 2023]).
25. 1 2  Matti Miestamo, Anne Tamm, Beáta Wagner-Nagy: Negation in Uralic languages. In: Typological Studies in Language. Band 108. John Benjamins Publishing Company, Amsterdam 2015, ISBN 978-90-272-0689-3, S. 504, doi:10.1075/tsl.108.01 (benjamins.com [abgerufen am 16. Oktober 2023]).
26. ↑  Matti Miestamo, Anne Tamm, Beáta Wagner-Nagy: Negation in Uralic languages. In: Typological Studies in Language. Band 108. John Benjamins Publishing Company, Amsterdam 2015, ISBN 978-90-272-0689-3, S. 505 - 506, doi:10.1075/tsl.108.01 (benjamins.com [abgerufen am 16. Oktober 2023]).
27. ↑  Matti Miestamo, Anne Tamm, Beáta Wagner-Nagy: Negation in Uralic languages. In: Typological Studies in Language. Band 108. John Benjamins Publishing Company, Amsterdam 2015, ISBN 978-90-272-0689-3, S. 507, doi:10.1075/tsl.108.01 (benjamins.com [abgerufen am 16. Oktober 2023]).
28. 1 2  Matti Miestamo, Anne Tamm, Beáta Wagner-Nagy: Negation in Uralic languages. In: Typological Studies in Language. Band 108. John Benjamins Publishing Company, Amsterdam 2015, ISBN 978-90-272-0689-3, S. 508, doi:10.1075/tsl.108.01 (benjamins.com [abgerufen am 16. Oktober 2023]).
29. ↑  Matti Miestamo, Anne Tamm, Beáta Wagner-Nagy: Negation in Uralic languages. In: Typological Studies in Language. Band 108. John Benjamins Publishing Company, Amsterdam 2015, ISBN 978-90-272-0689-3, S. 509, doi:10.1075/tsl.108.01 (benjamins.com [abgerufen am 16. Oktober 2023]).
30. ↑  Matti Miestamo, Anne Tamm, Beáta Wagner-Nagy: Negation in Uralic languages. In: Typological Studies in Language. Band 108. John Benjamins Publishing Company, Amsterdam 2015, ISBN 978-90-272-0689-3, S. 509 - 511, doi:10.1075/tsl.108.01 (benjamins.com [abgerufen am 16. Oktober 2023]).
31. ↑  Matti Miestamo, Anne Tamm, Beáta Wagner-Nagy: Negation in Uralic languages. In: Typological Studies in Language. Band 108. John Benjamins Publishing Company, Amsterdam 2015, ISBN 978-90-272-0689-3, S. 509–510, doi:10.1075/tsl.108.01 (benjamins.com [abgerufen am 16. Oktober 2023]).
32. ↑  Matti Miestamo, Anne Tamm, Beáta Wagner-Nagy: Negation in Uralic languages. In: Typological Studies in Language. Band 108. John Benjamins Publishing Company, Amsterdam 2015, ISBN 978-90-272-0689-3, S. 511, doi:10.1075/tsl.108.01 (benjamins.com [abgerufen am 16. Oktober 2023]).
33. 1 2  The Oxford Guide to the Uralic Languages. 1. Auflage. Oxford University PressOxford, 2022, ISBN 978-0-19-876766-4, S. 343, doi:10.1093/oso/9780198767664.001.0001 (oup.com [abgerufen am 15. Oktober 2023]).
34. 1 2 3 4 5 6 7 8 9 10 11 12 13 14 15 16 17 18 19 20  Ariste Paul: A Grammar of the Votic Language. Band 68. Indiana University Publications, 1968, S. 115–121 (theswissbay.ch [PDF]).
35. ↑  Matti Miestamo, Anne Tamm, Beáta Wagner-Nagy: Negation in Uralic languages – Introduction. In: Negation in Uralic Languages (= Typological Studies in Language). John Benjamins Publishing Company, 2015, ISBN 978-90-272-0689-3, S. 494, doi:10.1075/tsl.108.01int (benjamins.com [abgerufen am 15. Oktober 2023]).
36. ↑  The Oxford Guide to the Uralic Languages. 1. Auflage. Oxford University PressOxford, 2022, ISBN 978-0-19-876766-4, S. 343, doi:10.1093/oso/9780198767664.001.0001 (oup.com [abgerufen am 15. Oktober 2023]).